# Giovanni X di Costantinopoli
Giovanni Camatero (in latino Joannes Camaterus, in greco Ἰωάννης Καματηρός?, patriarca di Costantinopoli col nome di Giovanni X; Costantinopoli, ... – Costantinopoli, 1206) è stato un arcivescovo ortodosso bizantino, Patriarca ecumenico di Costantinopoli dal 1198 al 1206.

## Biografia
Il suo patriarcato, iniziato sotto il caotico regno di Alessio III Angelo, fu segnato dall'invasione di Costantinopoli nel corso della Quarta crociata (1204) che pose fine all'impero romano d'oriente instaurando al suo posto l'impero latino. Giovanni si rifugiò in Tracia con il deposto imperatore Alessio V Ducas. Nel 1206 Teodoro I Lascaris, che aveva fondato l'impero di Nicea come continuazione di quello bizantino, chiese a Giovanni di instaurare un patriarcato di Costantinopoli a Nicea da contrapporre al Patriarcato latino di Costantinopoli instaurato dai crociati; ma Giovanni morì lo stesso anno.
| Controllo di autorità | VIAF (EN) 74207958 · BAV 495/56384 · CERL cnp00166395 · GND (DE) 100951090 |